# Československo na Hopmanově poháru
Československo na Hopmanově poháru startovalo v letech 1989–1992, než došlo v roce 1993 k jeho zániku. Následně se turnaje účastní dva nastupnické státy Česká republika a Slovensko.
Československo vyhrálo úvodní ročník soutěže roku 1989 ve složení Helena Suková a Miloslav Mečíř, do finále se pak probojovalo při své poslední účasti 1992, v němž nestačilo na Švýcarsko.

## Tenisté
Tabulka uvádí seznam českých tenistů, kteří reprezentovali stát na Hopmanově poháru.
| Jméno             | Celkem V/P | Dvouhra V/P | Čtyřhra V/P | Poprvé | Počet startů |
| Petr Korda        | 6–2        | 2–2         | 4–0         | 1990   | 2            |
| Miloslav Mečíř    | 3–2        | 0–2         | 3–0         | 1989   | 1            |
| Karel Nováček     | 5–3        | 1–3         | 4–0         | 1992   | 1            |
| Regina Rajchrtová | 2–2        | 0–2         | 2–0         | 1991   | 1            |
| Helena Suková     | 15–3       | 6–3         | 9–0         | 1989   | 3            |

- V/P – výhry/prohry

## Výsledky
| Rok    | Fáze soutěže | Místo konání         | Soupeř        | Výsledek | Stav   |
| ------ | ------------ | -------------------- | ------------- | -------- | ------ |
| 1989 1 | 1. kolo      | Burswood Dome, Perth | Japonsko      | 2–1      | výhra  |
| 1989 1 | semifinále   | Burswood Dome, Perth | Švédsko       | 2–1      | výhra  |
| 1989 1 | finále       | Burswood Dome, Perth | Austrálie     | 2–0      | výhra  |
| 1990   | čtvrtfinále  | Burswood Dome, Perth | Francie       | 3–0      | výhra  |
| 1990   | semifinále   | Burswood Dome, Perth | Španělsko     | 1–2      | prohra |
| 1991   | 1. kolo      | Burswood Dome, Perth | Německo       | 2–1      | výhra  |
| 1991   | čtvrtfinále  | Burswood Dome, Perth | Spojené státy | 1–2      | prohra |
| 1992   | 1. kolo      | Burswood Dome, Perth | Japonsko      | 2–1      | výhra  |
| 1992   | čtvrtfinále  | Burswood Dome, Perth | Spojené státy | 2–1      | výhra  |
| 1992   | semifinále   | Burswood Dome, Perth | Německo       | 2–1      | výhra  |
| 1992   | finále       | Burswood Dome, Perth | Švýcarsko     | 1–2      | prohra |

1 Mužská dvouhra ve finále proti Austrálii nebyla již za rozhodnutého stavu 2–0 odehrána pro nemoc Pata Cashe.